# Список терактов в Пешаваре в 2009 году
Список крупнейших терактов в городе Пешаваре в 2009 году:
- 17 февраля — взрывное устройство заложенное в автомобиле сработало рядом с домом члена горсовета Пешавара. Погибли 5 человек, 13 ранены. Сам городской чиновник от взрыва не пострадал.
- 7 марта — Заминированный автомобиль взорвался, когда мимо проезжал полицейский микроавтобус. Погибших — 10.
- 16 мая — Девять погибших и 25 раненых (среди них трое детей, — рядом проезжал автобус со школьниками) при взрыве на улице Пешавара.
- 9 июня — взрывное устройство сработало рядом с отелем Пешавара «Pearl Continental Hotel».
- 26 сентября — двойной теракт: первый — у здания горбанка (погибших — 10), второй — близ полицейского участка (погибших — 10).
- 9 октября — около рынка в Пешаваре взорвалось взрывное устройство установленное внутри микроавтобуса. 49 погибших, 135 пострадавших.
- 28 октября — Крупнейший в 2009 году (на тот момент) теракт в Пешаваре. Погибли более 90 человек, более полутораста были ранены при взрыве. Большинство погибших и пострадавших — женщины и дети[1].